# 双水碾站
双水碾站位于中华人民共和国四川省成都市成华区中环路双荆路段与蜀祖路交叉口地下，是成都地铁27号线的地铁车站，于2024年12月19日启用。

## 车站概要
双水碾站位于成华区双水碾街道中环路双荆路段蜀祖路口，沿中环路双荆路段东西向设置。因所在街道而得名。本站在规划阶段曾用名“蜀祖路站”。

## 车站结构
双水碾站为地下二层双柱三跨15米宽岛式站台车站，全长220米，宽23.7米，总建筑面积13783平方米。车站采用明挖法施工。预留和18号线站厅换乘条件。
| 地面                             | 0    | 出口A·F |
| 地下一层                         | 站厅 | 自助购票 客服中心 |
| 地下二层                         | 站台 | \| \| \| 27号线往石佛（韦家碾） \| \| 島式 · 開左邊车门 · 无障碍卫生间 \| \| \| \| \| \| 27号线往蜀鑫路（王贾桥） \| |
|                                  |      | 27号线往石佛（韦家碾）                                                                                               |
| 島式 · 開左邊车门 · 无障碍卫生间 |      | |
|                                  |      | 27号线往蜀鑫路（王贾桥）                                                                                             |

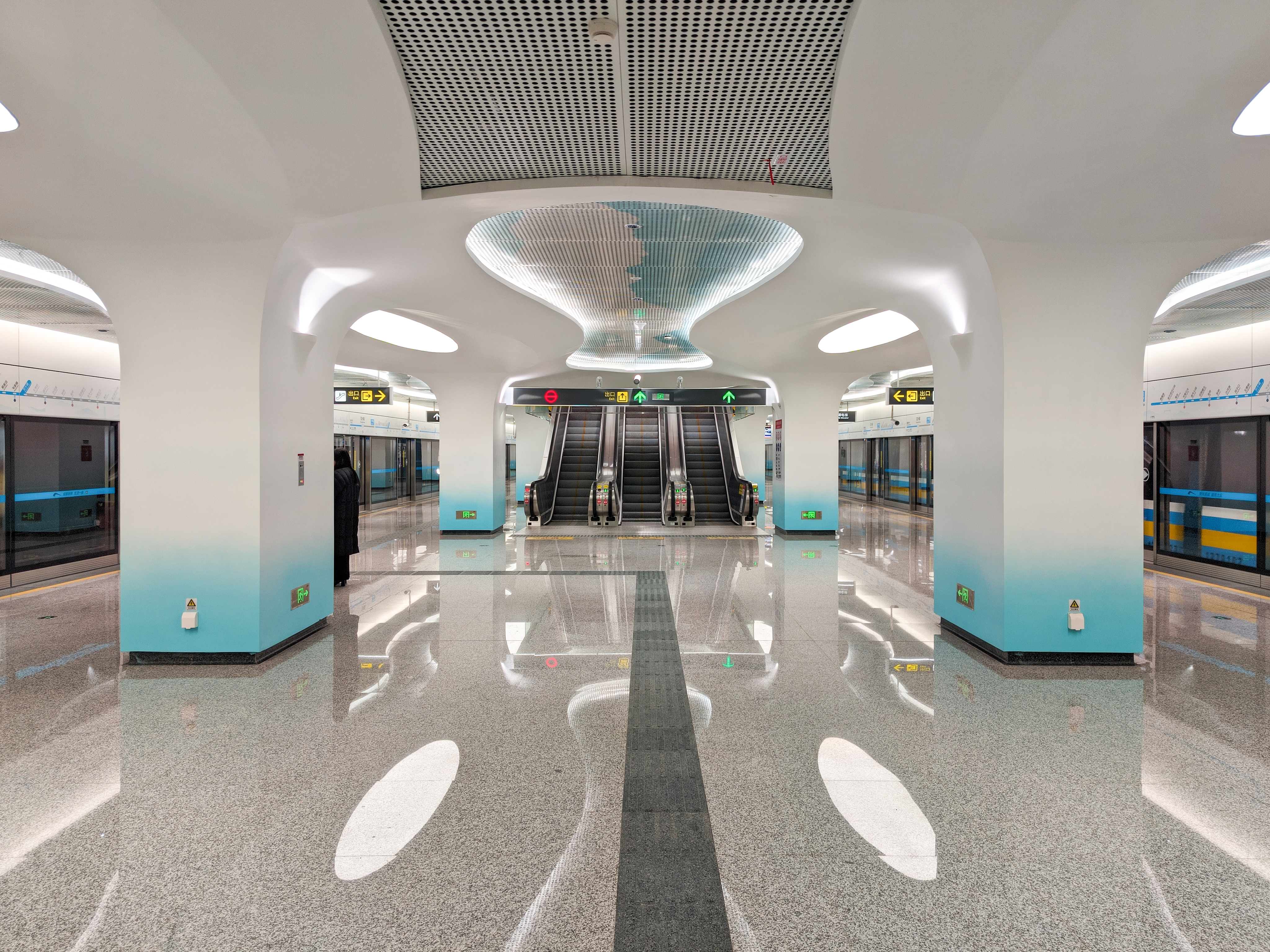
站台
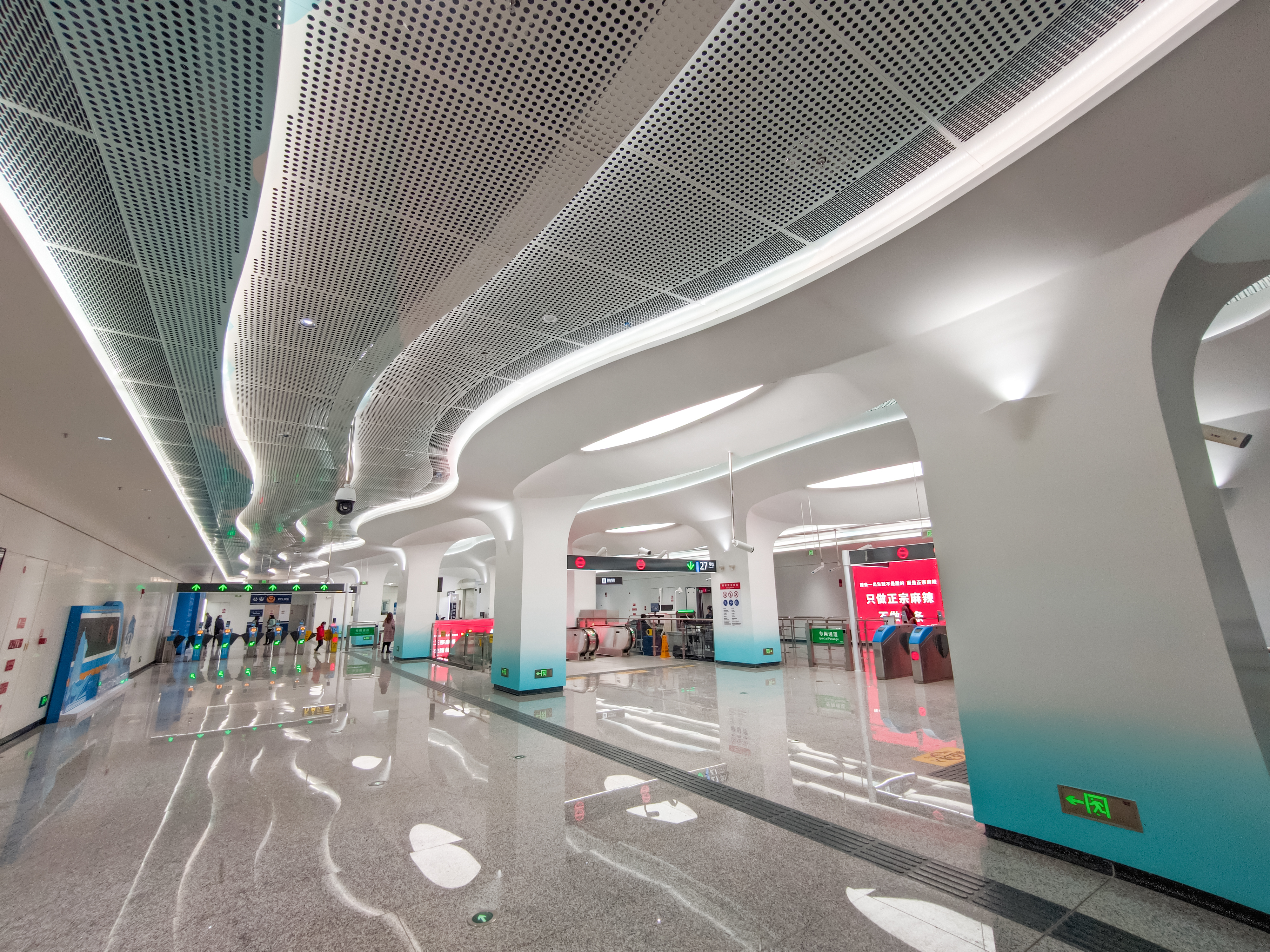
站厅
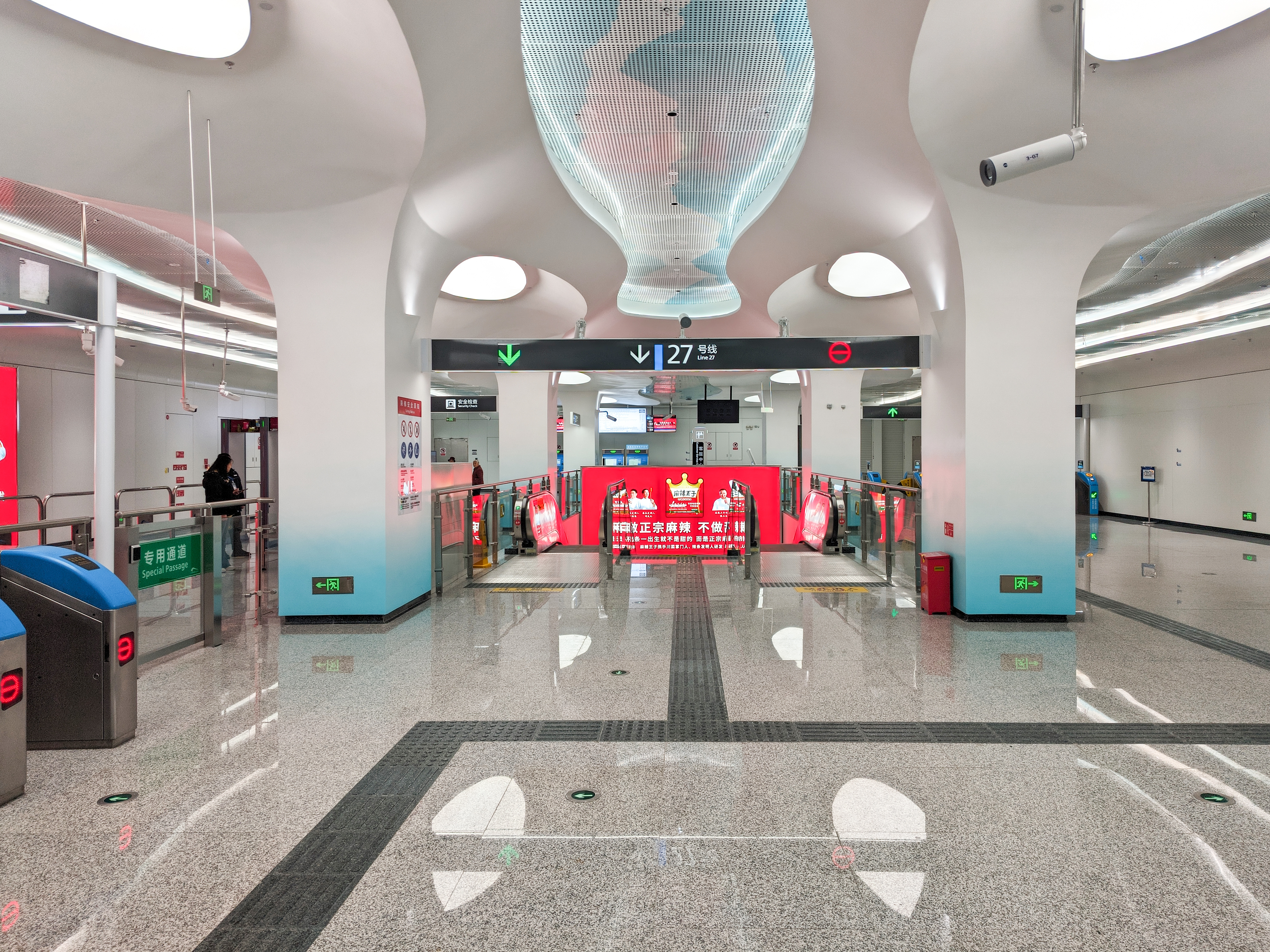
站厅

## 内装与公共艺术
双水碾站是27号线的两座重点艺术站之一，装饰主题是“山”和“云海”，设计灵感源自升仙湖，以叠错的造型和发光灯膜，构造出层次感和宏伟的视觉效果。

## 出入口
本站目前开放2个出入口。
|          |                         |                                    |      |
| 编号     | 设施                    | 指示                               | 照片 |
|          | 无障碍电梯 无障碍卫生间 | 中环路双荆路段、双瑞一路、双耀二路 |      |
| 出口 · F | 无障碍电梯              | 中环路洞子口路段、八里桥路、蜀祖路 |      |

## 历史
- 2021年1月7日，车站主体结构施工。[9]
- 2022年5月27日，车站主体结构封顶。[5]